# فيليب مولر
فيليب مولر (بالألمانية: Philipp Müller)‏ (3 مارس 1995 بهامبورغ في ألمانيا - ) هو لاعب كرة قدم ألماني في مركز الهجوم. لعب مع نادي هامبورغ.

## وصلات خارجية
- فيليب مولر على موقع قاعدة بيانات كرة القدم.إي يو (الإنجليزية)
- فيليب مولر على موقع بيانات كرة القدم. دي إي (الألمانية)
- فيليب مولر على موقع Soccerway.com (الإنجليزية)
- فيليب مولر على موقع عالم كرة القدم.نت (الإنجليزية)
- فيليب مولر على موقع AS.com (الإسبانية)